# Virginia Lakes (Californie)
Virginia Lakes est une census-designated place du comté de Mono, dans l'État de Californie, aux États-Unis. En 2020, elle compte une population de 7 habitants.